# Jorvorskie Lane
Jorvorskie Javion Lane (Lufkin, 4 febbraio 1987) è un giocatore di football americano statunitense che milita nel ruolo di fullback per i Tampa Bay Buccaneers della National Football League (NFL). Nel Draft NFL 2009 non fu selezionato, giocando una stagione coi West Texas Roughnecks della Indoor Football League. Al college ha giocato a football alla Texas A&M University dove detiene il primato dell'istituto per touchdown segnati su corsa.

## Carriera professionistica

### Indoor Football League e Arena Football League
Dopo non essere stato scelto nel Draft NFL 200, Lane nella stagione 2010 giocò con i West Texas Roughnecks, una squadra della Indoor Football League. In 13 partite, Lane guadagnò 326 yard totali e segnò 12 touchdown.
Il 18 novembre 2011, Lane firmò con gli Orlando Predators della Arena Football League.

### Miami Dolphins
Il 5 giugno 2012, Lane firmò coi Miami Dolphins. Debuttò nella NFL nella settimana 1 contro gli Houston Texans ricevendo un passaggio da 24 yard. Nel turno successivo partì per la prima volta come titolare nella vittoria contro gli Oakland Raiders. Nelle due settimane seguenti, Jorvorskie segnò il suo primo e secondo touchdown su corsa nella National Football League rispettivamente contro i New York Jets e gli Arizona Cardinals.

### Tampa Bay Buccaneers
Dopo essere rimasto fuori dai campi di gioco per un anno e mezzo, Lane nell'aprile 204 firmò coi Tampa Bay Buccaneers. Ad ottobre fu sospeso per due partite per uso di sostanze dopanti.

## Statistiche
| Partite totali             | 5  |
| Partite totali da titolare | 1  |
| Yard su corsa              | 13 |
| Touchdown su corsa         | 2  |